# Maria Kensbok
Maria Kensbok (Kensbock) (ur. 12 lutego 1917 w Purdzie Wielkiej, zm. 16 grudnia 2013 w Olsztynie) – polska działaczka narodowa na przedwojennej Warmii, instruktorka harcerska, przedszkolanka, bibliotekarka.

## Życiorys
Urodziła się w wielodzietnej rodzinie chłopskiej, przywiązanej do tradycji polskich; była córką Bernarda i Marii z Bikowskich. Bernard Kensbok (31 marca 1882 – 3 stycznia 1966) pochodził ze Skajbot, należał do Związku Polaków w Niemczech i po uruchomieniu w Purdzie prywatnej katolickiej szkoły polskiej w grudniu 1930 posyłał tam kolejno kilkoro dzieci, w tym na ostatnie lata nauki córkę Marię, wcześniej uczennicę niemieckiej szkoły powszechnej. Zajęcia w szkole polskiej prowadził w tym czasie Paweł Jasiek, który podpisał się na świadectwie końcowym Kensbokówny w marcu 1931. Po ukończeniu szkoły Maria Kensbokówna pozostała w rodzinnej wsi, pomagając rodzicom w prowadzeniu gospodarstwa i wychowaniu młodszego rodzeństwa. Wstąpiła do polskiego Towarzystwa Młodzieży i udzielała się w zespole śpiewaczym. Zwróciła na siebie uwagę działaczy mniejszości polskiej na Warmii, wykazując zainteresowanie pracą przedszkolanki. Asystowała w 1934 Janinie Leśnierowskiej, prowadzącej polskie przedszkole w Olsztynie, zetknęła się także z Otylią Teschnerówną, przedszkolanką w Nowej Kaletce, a wiosną 1935 została skierowana wraz z grupą dziewcząt warmińskich (m.in. z Marią Preyłowską również z Purdy i Jadwigą Gnatowską) na kurs pedagogiczny przy Państwowym Seminarium dla Ochroniarek w Warszawie. Była w tym czasie świadkiem warszawskiej części uroczystości pogrzebowych marszałka Józefa Piłsudskiego. 
Po ukończeniu kilkumiesięcznego kursu, który uprawniał ją jedynie do pomocniczych prac pedagogicznych, w sierpniu 1935 przejęła prowadzenie niewielkiego polskiego przedszkola w Skajbotach, mieszczącego się w lokalu rodziny Gnatowskich. Opiekowała się początkowo czwórką, a po roku piątką dzieci. Jednocześnie pomagała nauczycielowi miejscowej szkoły polskiej Kazimierzowi Pacerowi, prowadząc zajęcia praktyczne dla dziewcząt. Sprawowała także pieczę nad świetlicą i biblioteką szkolną. W ramach tej ostatniej działalności, wspierana m.in. przez Franciszka Draksa i Antoniego Lorenckowskiego, propagowała literaturę w języku polskim nie tylko wśród młodzieży szkolnej, ale i dorosłych czytelników, pożyczając książki bez wyznaczonych dni i godzin, "przy każdej okazji". Prowadzona przez nią biblioteka liczyła według szacunku nauczyciela Pacera około 100 woluminów. Obsługiwała nie tylko Skajboty, ale także inne pobliskie wsie: Silice, Patryki, Klebark Wielki, Klebark Mały.
Wzorem ojca, w styczniu 1934 wstąpiła do Związku Polaków w Niemczech, biorąc udział w pracach kilkudziesięcioosobowego koła tej organizacji w Skajbotach. Była też działaczką miejscowego Towarzystwa Młodzieży. W marcu 1938 uczestniczyła w berlińskim I Kongresie Polaków w Niemczech, na którym uchwalono słynne Pięć prawd Polaka. 
Największą aktywność Kensbokówna wykazywała w ruchu harcerskim, do którego włączyła się na dobre latem 1935. Uczestniczyła wówczas w obozie kursowym Związku Harcerstwa Polskiego w Niemczech w Siołkowicach koło Opola (27 czerwca – 10 lipca 1935). Także w 1935 brała udział w ogólnopolskim zlocie harcerskim w Spale (zwiedzała przy tej okazji rezydencję prezydenta Mościckiego). W kolejnych latach regularnie wyjeżdżała na obozy instruktorskie na Śląsk Opolski (Cisek, Wilkowiczki, Grabin). Zarówno z Wilkowiczek (1937), jak i Grabina (1938), gdzie była oboźną, zapamiętała napiętą atmosferę i stałe obserwacje harcerek prowadzone przez żandarmerię i Hitlerjugend. Na jednym z obozów (w Wielkich Górkach) zetknęła się z pisarzem Gustawem Morcinkiem. W 1936 Kensbokówna była obecna na obozie zorganizowanym na Warmii – w Sząfałdzie (obecnie Unieszewo), oficjalnie funkcjonującym jako kurs gotowania, w czasie którego w obecności naczelnika Związku Harcerstwa Polskiego w Niemczech Józefa Kachela złożyła przyrzeczenie harcerskie. W tym samym roku zorganizowała drużynę harcerską w Skajbotach, noszącą imię Stefana Batorego, i do lata 1939 sprawowała nad nią opiekę. Razem z dziewczętami ze skajbockiego Towarzystwa Młodzieży szyła młodzieży harcerskiej mundury. Została również wyznaczona na instruktorkę Hufca Wschodniopruskiego Związku Harcerstwa Polskiego i 24 lipca 1939 była obecna na ostatnim przedwojennym zlocie hufca warmińskiego, zorganizowanym nad jeziorem Serwent koło Purdy w tajemnicy przed władzami niemieckimi.
W sierpniu 1939, kiedy także w Skajbotach doszło do ataków na Polaków i demolowania polskich lokali, zagrożona aresztowaniem Kensbokówna opuściła wieś i ukrywała się. Przez jakiś czas opiekowała się dziećmi niewidomego Józefa Flanca w Purdzie, a dłuższe schronienie znalazła w Wartemborku (obecnie Barczewo); pracowała jako pomoc domowa u Brunona Kupczyka. Wspierała polskich jeńców z Działdowszczyzny. W 1945 powróciła do rodzinnej Purdy, gdzie otoczyła opieką dzieci warmińskie i uczyła je języka polskiego, kładąc podwaliny pod jedną z pierwszych szkół na powojennej Warmii. Po przejęciu szkoły przez wykwalifikowanych nauczycieli przeniosła się ponownie do Barczewa i zorganizowała tam przedszkole. Jednocześnie uzupełniła przygotowanie zawodowe i uzyskała pełne kwalifikacje przedszkolanki. Powróciła też do działalności harcerskiej i założyła w Barczewie drużynę harcerską im. Stefana Batorego. W styczniu 1947 uczestniczyła w obchodach pierwszej rocznicy śmierci wybitnego barczewianina, kompozytora Feliksa Nowowiejskiego. 
W 1948 została przeniesiona do Gutkowa (obecnie dzielnica Olsztyna), gdzie objęła kierownictwo przedszkola. Przez trzy kadencje zasiadała w Gromadzkiej Radzie Narodowej w Gutkowie i działała w miejscowym Kole Gospodyń Wiejskich. Wstąpiła do Związku Nauczycielstwa Polskiego, była członkinią zarządu oddziału powiatowego, a potem członkinią prezydium zarządu okręgu w Olsztynie. W 1972 przeszła na emeryturę, ale nadal mieszkała w służbowym mieszkaniu w budynku gutkowskiego przedszkola. W 2001 przeniosła się do Domu Pomocy Społecznej "Kombatant" w Olsztynie.
Jej wspomnienia ukazały się m.in. w zbiorach I do Warmii przylgnęła, przyrosła, poświęconym Otylii Teschner-Grotowej (1999), i Warmińskie pokolenia(2007). Obszerną relację z jej działalności przedwojennej, a także pracy w pierwszych latach po II wojnie światowej, zawiera także zbiór reportaży warmińskich Rośnie do słońca (1954). W latach powojennych Kensbokówna wspierała akcję zbierania folkloru warmińskiego przez Państwowy Instytut Sztuki, a szereg opowiedzianych przez nią baśni (m.in. Cudowny dąb w Wilanowie) znalazło się w zbiorze Bajki Warmii i Mazur (1956).
W 1979 otrzymała regionalną nagrodę Stowarzyszenia PAX imienia Michała Lengowskiego. Była odznaczona Krzyżem Kawalerskim i Komandorskim Orderu Odrodzenia Polski, Medalem Komisji Edukacji Narodowej, Medalem Rodła, a także tytułem Zasłużonego Nauczyciela PRL. Działała w Kręgu Seniorów byłego Związku Harcerstwa Polskiego w Niemczech. W lutym 2007 obchodom jej 90. urodzin na Zamku w Olsztynie patronowali arcybiskup warmiński Wojciech Ziemba i prezydent Olsztyna Czesław Jerzy Małkowski, a sylwetkę jubilatki przybliżył historyk Jan Chłosta.
Maria Kensbok zmarła 16 grudnia 2013 w Olsztynie. Pogrzeb na cmentarzu parafialnym w Gutkowie odbył się 20 grudnia 2013.